# Karlheinz Kopf
Karlheinz Kopf (né le 27 juin 1957 à Hohenems, Voralberg) est un homme politique autrichien, membre du Parti populaire autrichien.
De 2013 à 2017, il a été le deuxième président du Conseil national. Le 8 juillet 2016, lorsque le président fédéral autrichien Heinz Fischer a quitté ses fonctions, le poste de Président par intérim est échu aux trois présidents du Conseil National – Karlheinz Kopf, Norbert Hofer (Parti de la liberté), et Doris Bures (Parti social-démocrate d'Autriche). Alexander Van der Bellen a été élu Président le 4 décembre 2016, remportant l'élection avec 53,3% des suffrages, face à Hofer,. Hofer, Kopf, et Bures ont continué d'exercer conjointement la présidence par intérim jusqu'à ce qu'Alexander Van der Bellen prête serment, le 26 janvier 2017.